# أسطورة مولينبرغ
أسطورة مولينبرغ أو خرافة مولينبرغ (بالإنجليزية: Muhlenberg legend)‏ وهي أسطورةٌ مدنية في الولايات المتحدة وألمانيا. بناءً على هذه الأسطورة، فإنَّ تصويت فريدريك مولينبرغ [الإنجليزية]، وهو أول ناطق باسم مجلس النواب الأمريكي، قد منع اللغة الألمانية من أن تُصبح اللغة الرسمية للولايات المتحدة. تُعد هذه القصة ذات تاريخٍ طويل، وقد سُردت بعدة طرقٍ واختلافاتٍ، والتي قد تستند جزئيًا على أحداثٍ حقيقة.
لا تمتلك الولايات المتحدة أي لغةٍ رسميةٍ قانونية. استُخدمت اللغة الإنجليزية على أساس حكم الأرض الواقع؛ وذلك بسبب وضعها كلغةٍ سائدةٍ في البلاد. أقرت بعض الولايات قوانينًا خاصة بها حول اللغة الرسمية لها.

## التاريخ والأساس
رُويت القصة بعدة طرقٍ مُختلفة. قد يكون أحد مصادر الأسطورة تصويتًا قد حصل في مجلس النواب الأمريكي عام 1794 بعد أن طلبت مجموعةٌ من المهاجرين الألمان ترجمة بعض القوانين إلى اللغة الألمانية، حيث ناقش مجلس النواب الالتماس ولكن لم يُتخذ أي إجراءٍ بشأنه. أُجلَّ التصويت، وأُعيد النظر به لاحقًا بنتيجة 42 مُقابل 41. نُقل لاحقًا عن مولينبرغ، الذي كان من أصلٍ ألماني ولم يُصوت في نداء الأسماء، قوله: «كلما أصبح الألمان أميركيين بشكلٍ أسرع، كان ذلك أفضل.»
تنسبُ مصادرٌ أخرى الأمر إلى فرانز فون لوهير [الإنجليزية] كمصدرٍ للأسطورة. كان فرانز زائرًا ألمانيًا للولايات المتحدة، ونشر كتابًا بعنوان قالب:بالألمانية في عام 1847. يظهر أنَّ فرانز وضع التصويت الحاسم فقط في ولاية بنسلفانيا لجعل اللغة الألمانية هي اللغة الرسمية لتلك الولاية، وليس الولايات المتحدة ككل. (كانت فيلادلفيا هي المدينة التي عُقد فيها مجلس النواب الأمريكي، لكنها كانت أيضًا عاصمة ولاية بنسلفانيا. مما زاد الأمر إرباكًا، هو أنَّ مولينبرغ كان رئيسًا لمجلس بنسلفانيا قبل أن يتولى هذا المنصب في مجلس النواب الأمريكي). يذكر فرانز، أنَّ نتيجة التصويت كانت بالتعادل، ولكن مولينبرغ جعلها لصالح اللغة الإنجليزية.
ظهرت روايةٌ أخرى من الأسطورة، التي وضعت تصويت الكونغرس القاري عام 1774، والذي ظهر في Ripley's Believe It or Not! [الإنجليزية] في بداية عام 1930. أدرج ريبلي الأسطورة في كتابٍ عام 1982 أيضًا. تنسب نسخة ريبلي القصة إلى رسالةٍ مزعومةٍ بقلم هاينريش ملكيور موهلينبرغ [الإنجليزية] نُشرت في هاله عام 1887.
تمتلك الأسطورة تاريخًا طويلًا، كما أدت إلى عددٍ من التحليلات والمقالات المنشورة في أواخر عشرينيات القرن العشرين حتى أوائل خمسينيات القرن العشرين، حيث وضحت أنَّ القصة كانت خاطئة. أُطلق على القصة اسم «أسطورة مولينبرغ» في أواخر أربعينيات القرن العشرين. على الرغم من كل هذا، إلا أنَّ الأسطورة استمرت بالانتشار والتداول.
مثلًا، في عام 1987، أكدت رسالة من مسؤول انتخاب سابق في ولاية ميزوري على أهمية التصويت في عمود آن لاندرز [الإنجليزية]. وقد أدرج قائمة بالأحداث التي يُزعم أنها حُددت بتصويت واحدٍ من دليله الانتخابي المحلي، وكان أحدها عبارة عن ادعاء أنه «في عام 1776، أعطى صوتًا واحدًا لأمريكا اللغة الإنجليزية بدلًا من الألمانية». (في الواقع، كانت إصدارات القائمة المليئة بالأخطاء قد سبقت ذكر عام 1987 في آن لاندرز.) أدى ذلك إلى انتشارٍ آخر للقصص الإخبارية والتي تؤكد مرةً أُخرى إلى أنها أسطورة. أعادت آن لاندرز نشر نفس القائمة مرةً أخرى في نوفمبر 1996، غافلةً عن جميع التصحيحات التي حصلت. حدثت ردة فعلٍ قوية، مما أدى إلى نشر آن لاندرز لتوضيحاتٍ للأمر في عمودٍ لاحق. وفقًا لأحد مؤلفي الخطابات، الذي توسل إلى لاندرز أنَّ «تتجاهل تلك القطعة الروائية أينما صادفتها»، اكتسبت الأسطورة زخمًا في الثلاثينيات عبر أعمال الدعاية النازية.

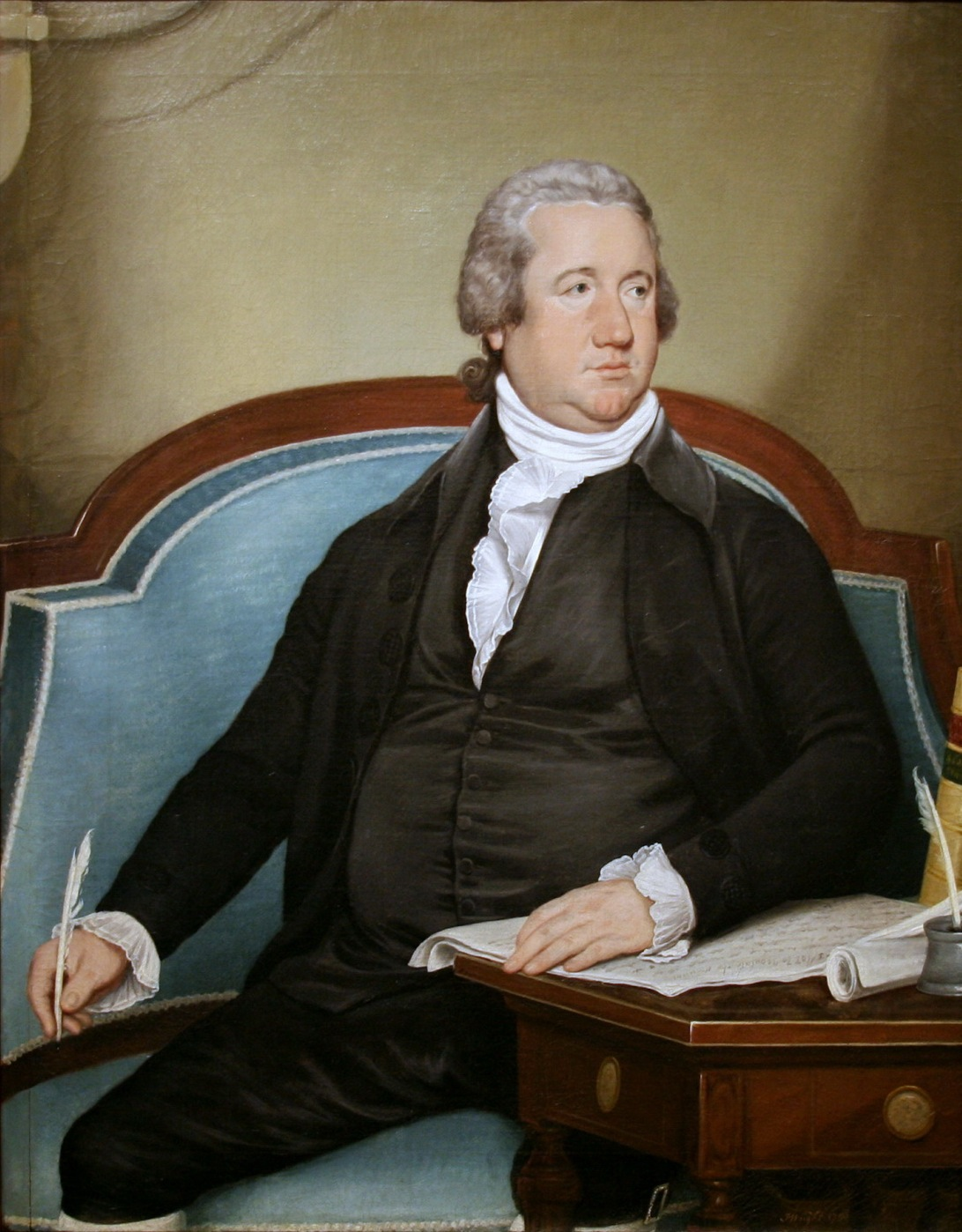
فريدريك مولينبرغ [الإنجليزية]، أول رئيسٍ لمجلس النواب الأمريكي، الذي لم يدلِ بصوته الحاسم في عام 1794 أو 1776 أو أي عامٍ آخر، لمنع اللغة الألمانية من أن تصبح اللغة الرسمية للولايات المتحدة.
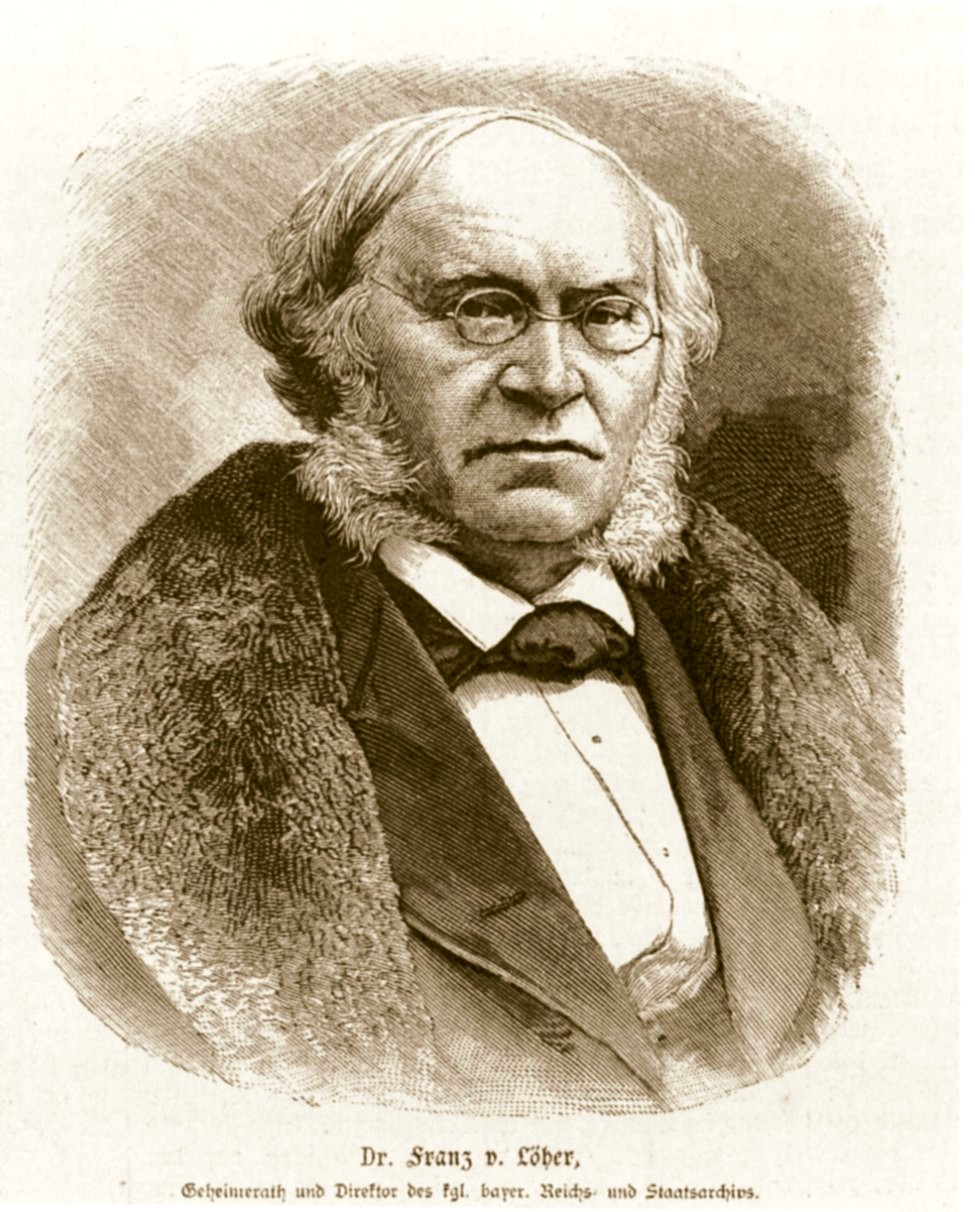
فرانز فون لوهير [الإنجليزية]، والذي نشر كتابًا بالألمانية عام 1847 يذكر فيه روايةً أوليةً من القصة.